# باشگاه ورزشی پرایا
باشگاه ورزشی پرایا (انگلیسی: Sporting Clube da Praia) یک باشگاه حرفه ای فوتبال در دماغه سبز است که در سال ۱۹۲۳ تاسیس شد.